# Dicranomyia (Dicranomyia) falcicula
Dicranomyia (Dicranomyia) falcicula is een tweevleugelige uit de familie steltmuggen (Limoniidae). De soort komt voor in het Neotropisch gebied.